# Коротке замикання 2
«Коротке замикання 2» (англ. Short Circuit 2) — американський науково-фантастичний комедійний фільм 1988 року, продовження фільму «Коротке замикання». Головні ролі виконували Фішер Стівенс, Майкл Маккін, Синтія Гібб і Тім Блені як голос Джонні П'ять.

## Сюжет
Звільнений з військової компанії інженер-роботехнік Бен Джавері в одному з міст США починає виготовляти вручну у кузові своєї вантажівки іграшкових роботів і продавати їх на вулиці. Один з роботів потрапляє на очі Сенді Банатоні, працівниці відділу іграшок у супермаркеті. Сенді знайомиться з Беном та замовляє 1000 його іграшок. Діловим партнером Бена в угоді стає Фред Ріттер, шахраюватий дрібний вуличний торгівець, який отримує необхідне для Бена фінансування від лихваря. Бен і Фред наймають кількох робітників і орендують для збору іграшок занедбаний склад, чим мимоволі перешкоджають планам грабіжників, які під цим складом риють підземний тунель до банківського сховища. Грабіжники в масках нападають на Бена і Фреда, руйнуючи обладнання, залякуючи працівників і не даючи змоги Бену виконати замовлення Сенді. Однак він домовляється про допомогу зі своїми друзями Ньютоном Кросбі та Спік Стефані, які надсилають йому на поміч Джонні П'ять, першого мислячого робота.

## В ролях
| Актор          | Роль                        |
| -------------- | --------------------------- |
| Фішер Стівенс  | Бенджамін «Бен» Джавері     |
| Майкл Маккін   | Фред Ріттер                 |
| Синтія Гібб    | Сенді Банатоні              |
| Джек Вестон    | Оскар Болдвін               |
| Девід Гемблен  | Джонс, старший грабіжник    |
| Ді Маккафферті | Сондерс, молодший грабіжник |
| Дон Лейк       | Майк, продавець-«маніяк»    |
| Еллі Шиді      | голос Спік Стефані          |